# Io ti aspetto
Io ti aspetto è un singolo del cantautore italiano Marco Mengoni, pubblicato il 29 maggio 2015 come terzo estratto dal terzo album in studio Parole in circolo.
Il 31 luglio dello stesso anno è stato pubblicato per il download digitale un pacchetto costituito da sei remix del brano e dalle rispettive versioni radiofoniche.

## Descrizione
Io ti aspetto, quarta traccia di Parole in circolo, è stato scritto dallo stesso Mengoni insieme a Ermal Meta e Dardust. Esso è caratterizzato da un ritmo ballabile e melodico, dove si fondono generi e stili differenti, dalla dance pop ed elettropop al soul fino alla musica house e all'elettronica, con una cura particolare per i fiati curati dallo stesso Mengoni assieme a Marco Tamburini.

## Video musicale
Il video è stato diretto da Luca Finotti e vede Mengoni eseguire il brano contornato da numerosi ragazzi e ragazze in un clima estivo e festoso.

## Tracce
1. Io ti aspetto (DJ Ross & Max Savietto Remix Radio Edit) – 4:20
2. Io ti aspetto (Tommy Vee, Mauro Ferrucci & Keller Radio Mix) – 3:38
3. Io ti aspetto (Edo Marani Remix Radio Edit) – 3:35
4. Io ti aspetto (The ReLOUD Remix Radio Edit) – 3:23
5. Io ti aspetto (The Grizzly Brothers Remix Radio Edit) – 3:04
6. Io ti aspetto (KeeJay Freak Remix Radio Edit) – 3:43
7. Io ti aspetto (DJ Ross & Max Savietto Remix Extended) – 5:23
8. Io ti aspetto (Tommy Vee, Mauro Ferrucci & Keller Deepest Club Mix) – 5:36
9. Io ti aspetto (Edo Marani Remix Extended) – 4:42
10. Io ti aspetto (The ReLOUD Remix Club Extended) – 5:23
11. Io ti aspetto (The Grizzly Brothers Remix Extended) – 4:48
12. Io ti aspetto (KeeJay Freak Remix Extended) – 5:17

## Formazione
Musicisti
- Marco Mengoni – voce, arrangiamenti vocali, arrangiamento fiati
- Tim Pierce – chitarra elettrica ed acustica
- Alessandro De Crescenzo – chitarra elettrica aggiuntiva
- Sean Hurley – basso
- Giovanni Pallotti – basso aggiuntivo
- Jeff Babko – pianoforte, hammond, rhodes
- Christian "Noochie" Rigano – tastiera, sintetizzatore, programmazione
- Michele Canova Iorfida – programmazione, tastiera
- Blair Sinta – batteria
- Marco Tamburini – tromba, arrangiamento fiati
- Roberto Rossi – trombone

Produzione
- Michele Canova Iorfida – produzione, registrazione (Kaneepa Studio), missaggio
- Morgan Stratton – registrazione (Sunset Sound Studio 1)
- Geoff Neal – assistenza tecnica (Sunset Sound Studio 1)
- Alberto Gaffuri – assistenza tecnica (Sunset Sound Studio 1)
- Patrizio "Pat" Simonini – registrazione (Kaneepa Studios)
- Pino "Pinaxa" Pischetola – missaggio
- Antonio Baglio – mastering

## Classifiche

### Classifiche settimanali
| Classifica (2015) | Posizione massima |
| ----------------- | ----------------- |
| Italia            | 13                |

### Classifiche di fine anno
| Classifica (2015) | Posizione |
| ----------------- | --------- |
| Italia            | 48        |